# The Slow Rush
The Slow Rush è il quarto album in studio di Tame Impala, pubblicato il 14 febbraio 2020 dalla Modular Recordings e distribuito dalla Interscope Records.
Accolto positivamente dalla critica, l'album ha raggiunto la top 10 in molte classifiche discografiche, vincendo 5 ARIA Music Awards e ricevendo due candidature ai Grammy Awards 2021 nelle categorie "Miglior album di musica alternativa" e "Miglior canzone rock".

## Tematiche
La tematica principale dell'album è lo scorrere del tempo, analizzato attraverso un anno solare. L'album si apre infatti con One More Year e si chiude con One More Hour, traccia in cui sono espresse paure e aspettative nel dover affrontare nuovamente un altro anno allo scadere di quell' ultima ora. In alcuni brani Kevin Parker fa riferimento ad episodi del trascorso personale, come il conflitto con il padre, defunto durante l'infanzia del cantante.
Altre tematiche affrontate sono: la nostalgia, il rimpianto e la paura nel dover accettare gli inesorabili cambiamenti del tempo.

## Copertina
La copertina dell'album è stata resa pubblica dal musicista stesso attraverso i suoi canali social il 26 ottobre 2019. L'immagine rappresenta l'interno di un'abitazione abbandonata ricoperta di sabbia ed è stata fotografata da Neil Krug a Kolmanskop.

## Tracce
Testi e musiche di Kevin Parker.
1. One More Year – 5:24
2. Instant Destiny – 3:15
3. Borderline – 3:58
4. Posthumous Forgiveness – 6:06
5. Breathe Deeper – 6:13
6. Tomorrow's Dust – 5:27
7. On Track – 5:02
8. Lost in Yesterday – 4:10
9. Is It True – 3:59
10. It Might Be Time – 4:33
11. Glimmer – 2:09
12. One More Hour – 7:13

## Classifiche

### Classifiche di fine anno
| Classifica (2024) | Posizione |
| ----------------- | --------- |
| Portogallo        | 139       |